# Edinburgh Airport
Edinburgh Airport (IATA: EDI, ICAO: EGPH) er en lufthavn i Skotland, Storbritannien. Den er beliggende ved Ingliston, 9 km fra centrum af Edinburgh.
I 2012 betjente lufthavnen 9.195.061 passagerer, havde 110.288 start- og landinger, samt ekspederede 19.115 tons fragt, hvilket gjorde den til Skotlands travleste.

## Historie
Lufthavnens område blev fra 1916 brugt som det britiske luftvåbens nordligste base under 1. verdenskrig, da Royal Flying Corps opførte Turnhouse Aerodrome. I 1918 da Royal Air Force blev grundlagt, overtog Forsvarsministeriet området og kaldte det RAF Turnhouse.
Ved starten af 2. verdenskrig overtog RAF Fighter Command kontrollen med lufthavnsområdet i Edinburgh. De anlagde en 1.189 meter lang landingsbane som kunne tage imod fly af typen Supermarine Spitfire. Ved Slaget om England blev tre eskadriller placeret i Edinburgh. 
Da krigen sluttede og lufthavnen stadigvæk var under militær kontrol, startede man i 1947 med de første kommercielle flyvninger. British European Airways startede en rute imellem Edinburgh og London med et Vickers Viking-fly, som senere blev erstattet med Vickers Viscount og Vickers Vanguard. I 1952 forlængede man landingsbanen til knap 1.800 meter, så det militære jagerfly af typen de Havilland Vampire kunne operere fra Edinburgh. I 1956 opførte man en civil lufthavnsterminal som allerede fire år efter blev udvidet. I 1960 skiftede lufthavnen ejer fra Forsvarsministeriet til Transportministeriet, for at tage mere hensyn til den voksende kommercielle trafik.
I 1971 overtog BAA Limited ejerskabet af lufthavnen, og begyndte umiddelbart efter at anlægge en ny landingsbane og afgangsterminal. Militærbasen RAF Turnhouse lukkede for alle aktiviteter i 1997. I 2005 opførte man et nyt 57 meter højt kontroltårn, og året efter startede en udvidelse af terminalen.

## Galleri
- Kontroltårnet fra 2005 er oplyst om natten.
- Bane 06/24 er 2.556 meter lang.
- Satelitbillede af lufthavnen.